# Tołstoizm

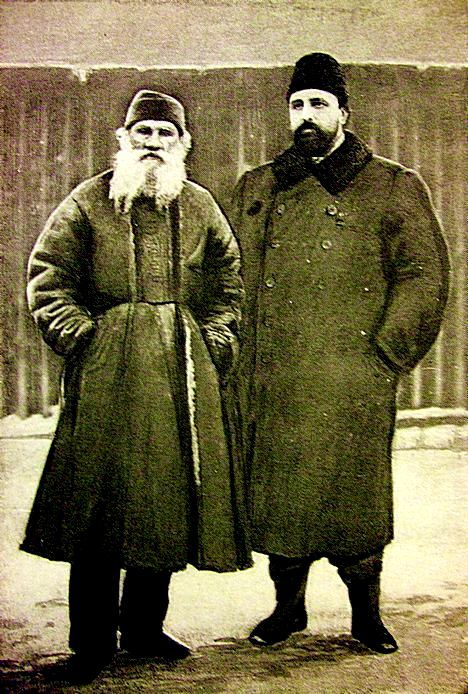
Lew Tołstoj (z lewej) z liderem rosyjskich tołstoistów Władimirem Czertkowem

Tołstoizm (ros. толстовство) – doktryna i ruch społeczno-religijny zrodzone w Rosji pod koniec XIX i na początku XX w. pod wpływem poglądów filozoficzno-religijnych Lwa Tołstoja.

## Historia
Doktryna określana jako tołstoizm powstawała stopniowo przez całe życie pisarza. Już w młodości Tołstoj kierował się moralnością europejskiego oświecenia, przez pryzmat której interpretował Ewangelie. Równocześnie podkreślał, jak wielkie wrażenie wywierała na nim nauka Chrystusa propagująca miłość, poświęcenie i przebaczanie win. Tołstoj doszedł również do przekonania, że Rosyjski Kościół Prawosławny nie ma z tym nauczaniem wiele wspólnego. Jak pisał:

Odepchnęły mnie od Cerkwi i dziwaczny charakter jej dogmatów, i przyjęcie do wiadomości i sankcjonowanie przez Cerkiew prześladowań, wyroków śmierci i wojen, i wzajemna negacja kościołów przez różne obrządki.

Przez całe życie pisarz był również zafascynowany buddyzmem i szanował konfucjanizm.
Podstawy ostatecznie ukształtowanego tołstoizmu zostały wyłożone w pracach Spowiedź (1879), Na czym polega moja wiara? (1884), Sonata Kreutzerowska (1889), Ojciec Sergiusz i znalazły wielu zwolenników w Rosji lat 80. XIX w. Doktryna ta opierała się na zawartych w tych pracach tezach: nieprzeciwstawiania się złu przemocą, powszechnej miłości i stałego samodoskonalenia moralnego jednostki.
Liderzy ruchu tołstoistów należeli do elity ówczesnego społeczeństwa rosyjskiego. Byli to ludzie wykształceni, nierzadko o wysokim urodzeniu (jak np. ks. Chiłkow). Tołstojowcy znaleźli zwolenników na zachodzie Europy, w Japonii i Indiach (jednym z jego zwolenników był Mahatma Gandhi, który korespondował z Tołstojem). W ostatnich dwóch dekadach XIX w. podejmowane były próby stworzenia kolonii funkcjonujących w oparciu o etykę tołstojowską w Południowej Afryce i Wielkiej Brytanii. Cały ruch nie przybrał jednak masowego charakteru, a większy wpływ za pośrednictwem systemu poglądów Mahatmy Gandhiego wywarł w krajach azjatyckich niż w Rosji.
W 1897 roku za krytykę samodzierżawia oraz Rosyjskiego Kościoła Prawosławnego, poparcie dla mołokanów, sztundystów, duchoborców, głoszenie idei egalitarnych tołstoizm został uznany za sektę, a sam Lew Tołstoj w 1901 ekskomunikowany. Członkowie ruchu zostali poddani carskim represjom (aresztom i zsyłce). W Rosji osady tołstoistów przetrwały jednak aż do czasów radzieckich. W latach 1920–1930 były stopniowo likwidowane, a ich członkowie ciemiężeni. Niektóre z nich, ze względu na oddalenie od większych miast, istniały aż do II wojny światowej. Ruch przetrwał na zachodzie Europy, a pod postacią tzw. neotołstoizmu odrodził się również w Rosji jako legalnie zarejestrowana organizacja licząca ok. 500 osób.

## Założenia

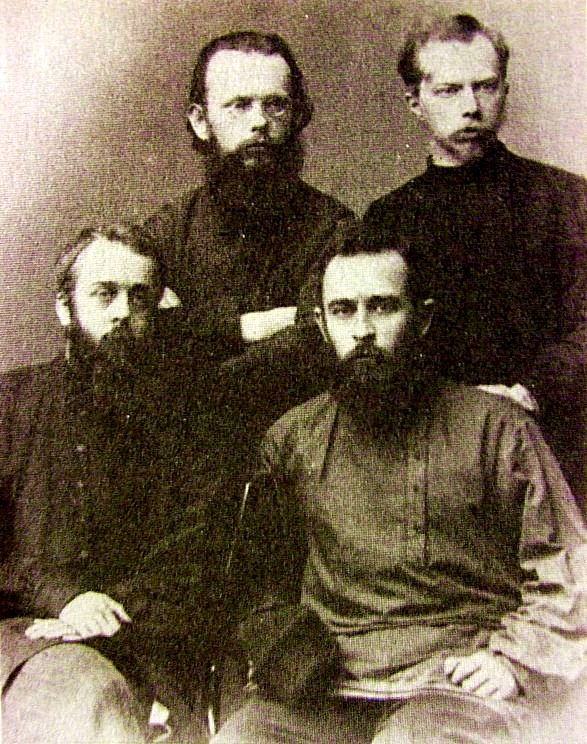
Czołowi rosyjscy tołstoiści. Stoją (od lewej): Iwan Triegubow, Iwan Gorbunow-Posadow. Siedzą (od lewej): Paweł Biriukow, Jewgienij Popow

Zwolennicy tołstoizmu zakładali przekształcenie społeczeństwa drogą pokojowego, religijno-moralnego samodoskonalenia.
Tołstoizm w swoim aspekcie religijnym bazował na Nowym Testamencie – bezpośrednich naukach Jezusa, odrzucając pozostałe pisma Biblii. Za najważniejszą jego wykładnię uznawał przesłanie Kazania na górze w interpretacji Tołstoja. Chrześcijaństwo tołstoiści traktowali jako naukę etyczną, odrzucając prawdziwość cudów i wydarzeń nadprzyrodzonych. Tołstoj odrzucił również całą tradycję apostolską.
Podstawową zasadą tołstoizmu była idea niesprzeciwiania się złu przemocą; z niej wynikały dalsze szczegółowe nakazy. W odpowiedzi na dostrzeżone złe czyny tołstoiści winni dokonywać aktów miłosierdzia, poświęcać się dla bliźnich, nigdy zaś nie próbować zwalczać zła złem, bo to prowadzi do mnożenia się ludzi zdeprawowanych. W ocenie Tołstoja ludzie nie mają prawa osądzać innych. Pisarz odmawiał również jednostkom prawa do wysokich ambicji życiowych, zalecając postawę kontemplacyjną i pogodne akceptowanie każdej życiowej sytuacji. Twierdził, że człowiek powinien odmawiać uczestnictwa w każdym przejawie zła, a co za tym idzie - nie wykonywać poleceń władz państwowych, nie służyć w wojsku, nie płacić podatków. Materialne dobra Tołstoj uważał za własność wspólną ogółu i apelował o ich podział na rzecz osób znajdujących się w szczególnie trudnej sytuacji. Zagadnienie likwidacji niesprawiedliwego systemu społecznego pisarz podjął ponownie w pracy Więc cóż mamy robić? z 1886, w której odrzucił filantropię jako niemoralną (osoby, które mogą się jej podejmować, rozdają jego zdaniem część dóbr wcześniej zagrabionych drogą wyzysku), zaś rozdawanie majątku własnego - jako nieskuteczne, prowadzące jedynie do nędzy rodziny dobroczyńcy. Tołstoj doszedł ostatecznie do wniosku, że jedynie ogólnie ujęte "polepszanie życia innym" może dać pewne efekty na tym polu.
Tołstoiści nie spożywali mięsa, nie pili alkoholu i nie palili tytoniu. Pisarz potępiał również popęd seksualny jako nieczysty, zaś odrzucenie chrześcijańskiego nauczania o wcieleniu i zmartwychwstaniu Chrystusa doprowadziło go do całkowitej pogardy dla ciała. Negatywnie odnosił się do twórczości artystycznej. Przekonany o nieograniczonej potędze ludu jako zbiorowości, uznał ostatecznie, że jednostka nie ma żadnego znaczenia. Traktując Boga jako fantazmat, Wielkie Nic, którego istnienie zależy od woli człowieka, Tołstoj uznał, że jego odnalezienie w życiu doczesnym musi być równe całkowitemu zatarciu własnej indywidualności.
Ruch nie posiadał żadnej formalnej struktury, spisanych zasad, regulaminów, funkcji itp. Jego członkowie osiadali w specjalnych koloniach zwanych „kulturowymi skitami” w guberniach twerskiej, symbirskiej, charkowskiej i na Zakaukaziu. Aktywnie zajmowali się oświatą. Czertkow i Biriukow założyli w 1884 roku w Petersburgu wydawnictwo Posriednik, które w dużych nakładach wydawało książki Tołstoja, Uspienskiego i Czechowa, podręczniki do agronomii, hodowli, higieny. W latach 1901–1905 w Londynie tołstoiści wydawali gazetę Swobodnoje słowo.
Tołstoj określał swój system poglądów jako religię, jednak zaznaczał, że nie interesuje go zagadnienie życia po śmierci, a jedynie sformułowanie pełnego systemu etycznego, którego przestrzeganie zapewni ludziom zbawienie na ziemi. Odrzucał religię instytucjonalną, zaś Rosyjski Kościół Prawosławny uważał za podstawową przeszkodę na drodze do głoszenia autentycznego w jego przekonaniu przesłania Ewangelii. Krytykował Cerkiew za podporządkowanie państwu, zarzucał jej hipokryzję i głoszenie poglądów wygodnych dla państwa, lecz niedopuszczalnych z punktu widzenia nauki Chrystusa. Był przekonany, że prawdziwe chrześcijaństwo głosi on sam.
Jak pisze Billington:

Tołstoj głosił ideał odżegnującej się od przemocy rewolucji moralnej. W jego religijnym przesłaniu można odnaleźć osobliwy splot sekciarskiego purytanizmu protestanckiego i orientalnej postawy rezygnacji w obliczu ogromu tajemnic natury.